# Éclipse lunaire du 8 octobre 2014
| Éclipse totale de Lune du 8 octobre 2014 | Éclipse totale de Lune du 8 octobre 2014 |
| ---------------------------------------- | ---------------------------------------- |
|                                          |                                          |
| Gamma                                    | 0,3826                                   |
| Magnitude                                |                                          |
| Localisation                             | Océan Pacifique                          |
| Saros (membre de la série)               | 127 (42 sur 72)                          |
| Durée (h:min:s)                          |                                          |
| Totalité                                 | 58 min 50 s                              |
| Phases partielles                        | 3 h 19 min 31 s                          |
| Phases pénombrales                       | 5 h 18 min 3 s                           |
| Contacts (UTC)                           |                                          |
| P1                                       | 8:15:36                                  |
| U1                                       | 9:14:48                                  |
| U2                                       | 10:25:09                                 |
| Maximum                                  | 10:54:35                                 |
| U3                                       | 11:23:59                                 |
| U4                                       | 12:34:19                                 |
| P4                                       | 13:33:39                                 |
|                                          |                                          |

L'éclipse lunaire du 8 octobre 2014 est la deuxième éclipse de Lune de l'année 2014. Il s'agit d'une éclipse totale. Elle est la seconde d'une tétrade, soit une série de quatre éclipses consécutives ayant chacune lieu à environ six mois d'intervalle. La précédente s'est produite le 15 avril 2014 ; et les deux dernières, le 4 avril et le 28 septembre 2015.

## Visibilité

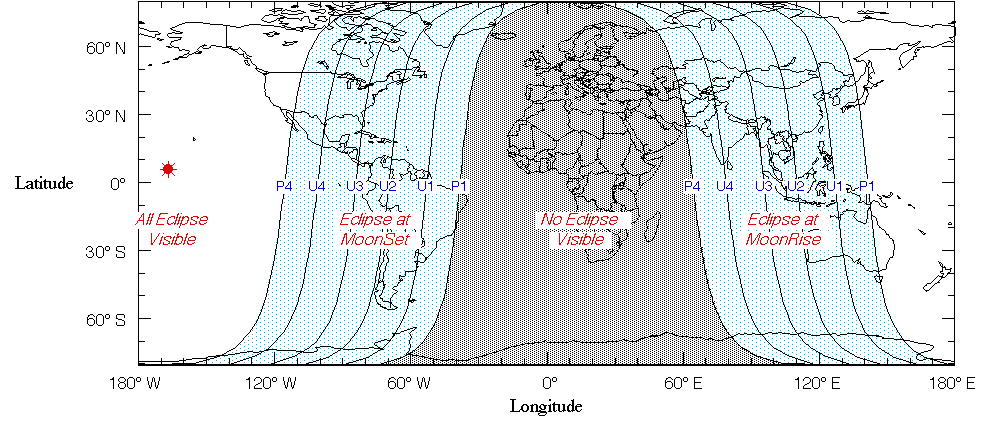

L'éclipse fut visible dans son intégralité dans le Pacifique Nord. Depuis l'Amérique du Nord, l'éclipse fut observable après minuit le Mercredi 8 octobre ; et l'éclipse fut observable depuis l'ouest du Pacifique, l'Australie, l'Indonésie, le Japon, et l'est de l'Asie après le coucher du Soleil dans la soirée du 8 octobre.
Note
La planète Uranus était proche de l'opposition (à l'opposition le 7 octobre) durant l'éclipse, à juste de 1° de la Lune éclipsée. Uranus brillant d'une magnitude de 5,7 ; elle était assez brillante pour être identifiée aux jumelles. À cause de la parallaxe, la position relative d'Uranus avec la Lune a varié de façon significative dépendant de la position d'observation à la surface de la Terre.

## Chronologie en horaires locaux
| Évènement | Évènement             | Soirée du 8 octobre | Soirée du 8 octobre | Soirée du 8 octobre | Soirée du 7 octobre | Soirée du 7 octobre | Matin du 8 octobre | Matin du 8 octobre | Matin du 8 octobre | Matin du 8 octobre | Matin du 8 octobre | Matin du 8 octobre | Matin du 8 octobre | Matin du 8 octobre |
| P1        | Début phase Pénombre  | 4:16 pm             | 7:16 pm             | 9:16 pm             | 11:16 pm            | 12:16 am            | 1:16 am            | 2:16 am            | 3:16 am            | 4:16 am            | 5:16 am            |                    |                    |                    |
| U1        | Début phase Partielle | 5:15 pm             | 8:15 pm             | 10:15 pm            | 12:15 am            | 1:15 am             | 2:15 am            | 3:15 am            | 4:15 am            | 5:15 am            | 6:15 am            |                    |                    |                    |
| U2        | Début Totalité        | 6:25 pm             | 9:25 pm             | 11:25 pm            | 1:25 am             | 2:25 am             | 3:25 am            | 4:25 am            | 5:25 am            | 6:25 am            | 7:25 am            |                    |                    |                    |
|           | Maximum               | 6:55 pm             | 9:55 pm             | 11:55 pm            | 1:55 am             | 2:55 am             | 3:55 am            | 4:55 am            | 5:55 am            | 6:55 am            | 7:55 am            |                    |                    |                    |
| U3        | Fin Totalité          | 7:24 pm             | 10:24 pm            | 12:24 am            | 2:24 am             | 3:24 am             | 4:24 am            | 5:24 am            | 6:24 am            | 7:24 am            | 8:24 am            |                    |                    |                    |
| U4        | Fin phase Partielle   | 8:34 pm             | 11:34 pm            | 1:34 am             | 3:34 am             | 4:34 am             | 5:34 am            | 6:34 am            | 7:34 am            | 8:34 am            | 9:34 am            |                    |                    |                    |
| P4        | Fin phase Pénombre    | 9:34 pm             | 12:34 am            | 2:34 am             | 4:34 am             | 5:34 am             | 6:34 am            | 7:34 am            | 8:34 am            | 9:34 am            | 10:34 am           |                    |                    |                    |

## Galerie de photos

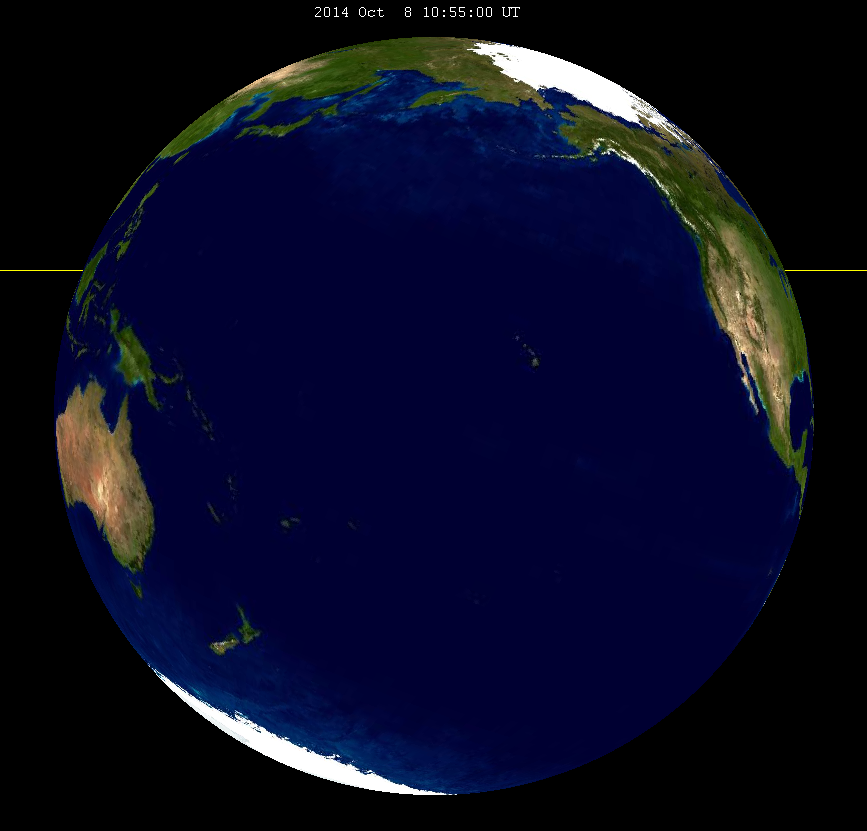
Terre vue de la Lune au maximum de l'éclipse.
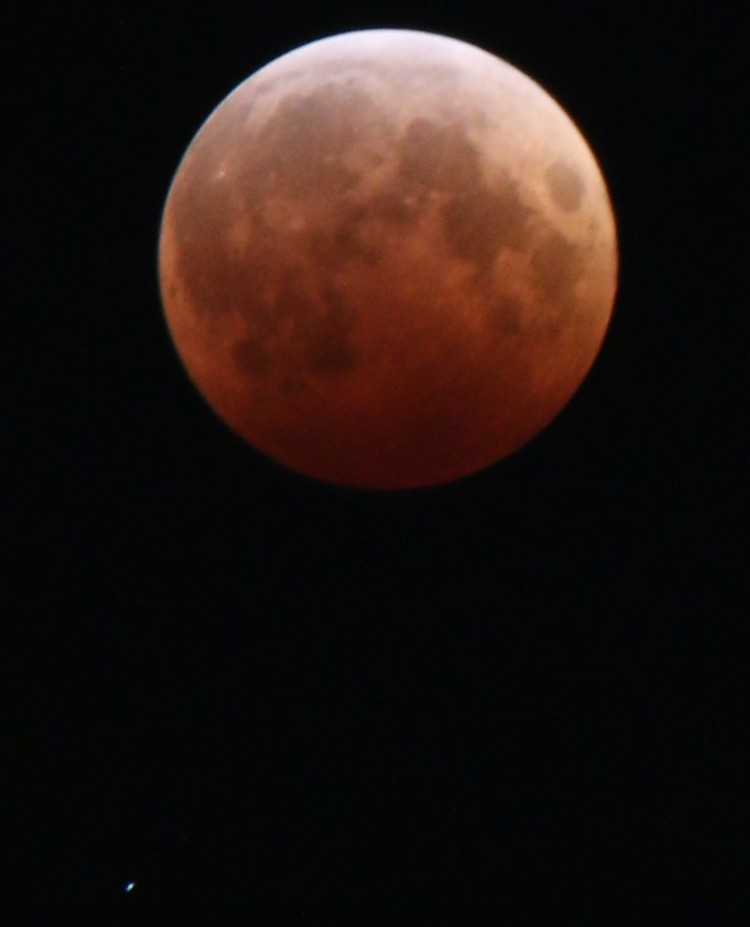
Éclipse totale avec Uranus, Minneapolis, Minnesota, 10:45 UTC.
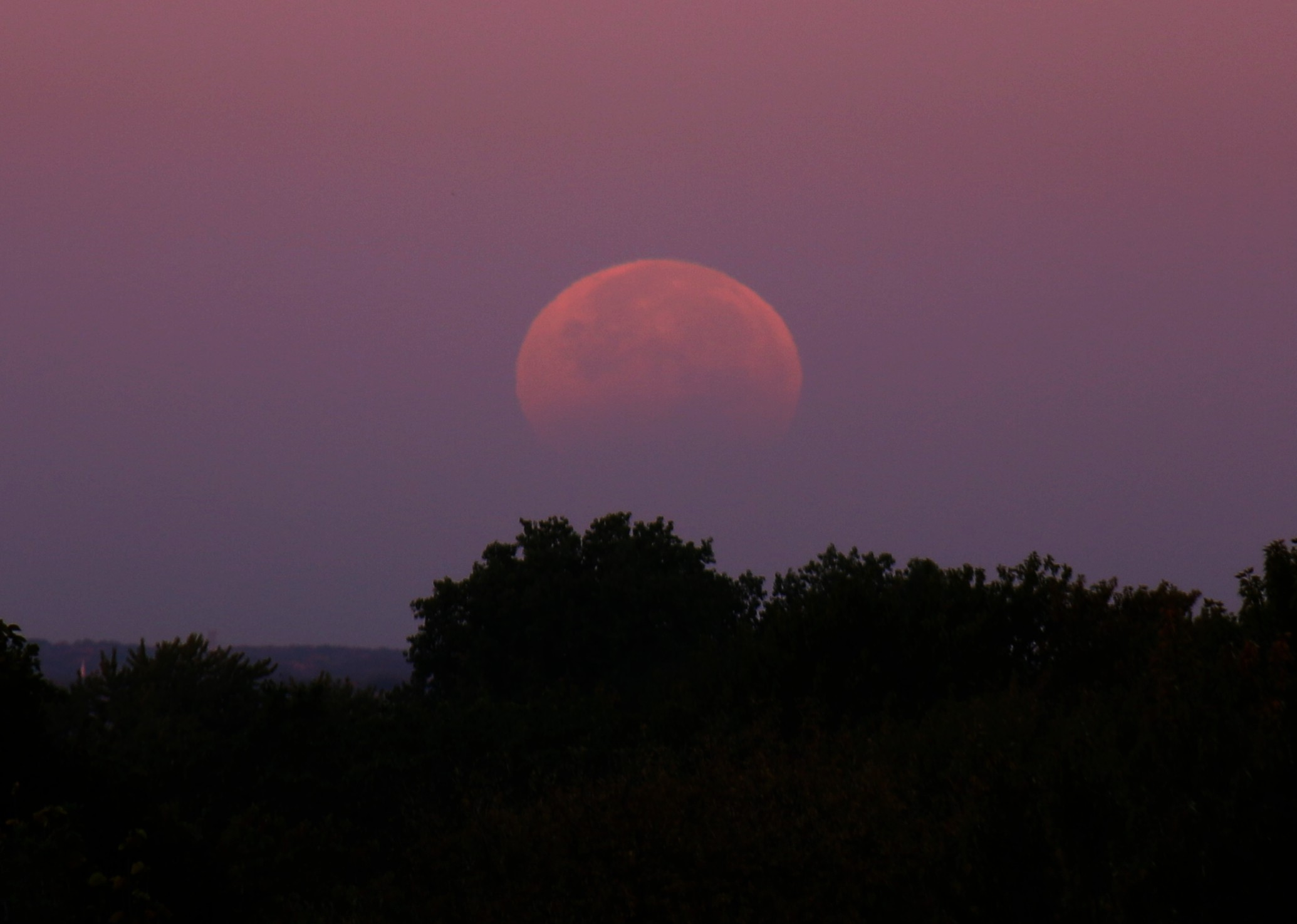
Presque fin de l'éclipse partielle, Minneapolis, Minnesota, 12:26 UTC.